# Taslai járás
A Taslai járás (oroszul Ташлинский райо́н ) Oroszország egyik járása az Orenburgi területen. Székhelye Tasla.

## Népesség
- 1989-ben 23 084 lakosa volt.
- 2002-ben 26 886 lakosa volt.
- 2010-ben 25 281 lakosa volt, melyből 19 629 orosz, 1 800 kazah, 1 314 tatár, 866 ukrán, 760 mordvin, 311 örmény, 127 fehérorosz.